# Маврикійська креольська мова
Маврикійська креольська або морізьєнська (раніше писалося Morisyen; рідна назва: kreol morisien [kʁeol moʁisjɛ̃, - moʁiʃɛ̃]) це французька креольська мова, якою розмовляють на Маврикії. Англійські слова включені в стандартизовану версію мови. Крім того, поневолені люди та наймані слуги з культур Африки та Азії залишили в країні різноманітну мовну спадщину. Слова, сказані цими групами, також включені до сучасного Морісьєна.
Маврикійська креольська мова є лінгва франка Республіки Маврикій, яка отримала незалежність від Сполученого Королівства в 1968 році. Англійська та французька використовуються як альтернативи маврикійській креольській мові. Англійською мовою розмовляють в першу чергу в адміністративних та освітніх цілях, а французьку використовують засоби масової інформації та як другу мову.
Маврикійці, як правило, розмовляють маврикійською креольською мовою вдома, французькою на роботі та споконвічними азіатськими мовами на культурних і релігійних заходах. Французька та англійська мови викладаються в школах, де маврикійська креольська мова та азіатські мови предків пропонуються як варіанти. Хоча маврикійці мають численне етнічне походження (включаючи індійське, африканське, європейське та китайське), маврикійська креольська мова поступово замінила мови предків більшості населення, щоб стати основною рідною мовою країни. Сьогодні цією мовою розмовляє близько 1,3 мільйона людей.

## Класифікація
Маврикійська креольська мова є французькою креольською мовою, яка може бути спорідненою сейшельським, родрігуанським і чагоським креольським мовам. Лінгвісти не погоджуються щодо зв’язку, якщо такий є, маврикійської креольської мови з іншими зразками креольської мови в інших частинах світу. Роберт Чоденсон і Анрі Віттман припускають, що маврикійська креольська мова тісно пов'язана з креольською мовою Реюньйону. Проте Філіп Бейкер і Кріс Корн стверджували, що вплив Реюньйону на маврикійську був мінімальним і що дві мови не більше схожі одна на одну, ніж на інші французькі креольські мови

## Історія
Португальці були першими європейцями, які відвідали Маврикій, але вони там не осіли. Лише невелика частина маврикійської лексики походить від португальського елемента в європейському морському жаргоні (наприклад, середземноморський Lingua Franca) або від поневолених африканців чи азіатів, які прибули з територій, де португальська мова використовувалася як торгова мова (наприклад, Ангола та Мозамбік). Так само голландці мали колонію на Маврикії з 1638 по 1710 рік, але зрештою евакуювалися на Реюньйон. Залишилося кілька рабів-втікачів, що не залишило помітного впливу на мову Маврикія.
Французи зрештою заволоділи Маврикієм і вперше заселили його з 1715 по 1721 рік, побудувавши економіку плантацій, засновану на рабській праці. Люди із Західної та Південно-Східної Африки Мадагаскар склали 85% населення до 1777 року, що призвело до мовної фрагментації.[2] Чисельність корінних французьких поселенців на острові залишалася невеликою, а поневолене населення не мало формальної освіти. Спільна мова, що виникла, базувалася на французькому, але діалекті, який сильно відрізнявся від мови, якою розмовляли рабовласники. Механічно це було схоже на процес креолізації в інших частинах світу. Мова піджин, що використовується для щоденного спілкування людей з різним лінгвістичним походженням, зрештою стала рідною мовою дітей, народжених у цих громадах. Згодом ця мова перетворилася на креольську мову зі складністю та повнотою, необхідною для маленьких дітей, щоб використовувати її як рідну мову. Історичні документи ще 1773 року відзначають «креольську мову», якою говорили раби.
Англійці захопили Маврикій в епоху Наполеона, але лише небагато носіїв англійської мови там оселилися. Маврикійська креольська мова вже міцно закріпилася й продовжувала використовуватися після початку британської окупації.
Скасування рабства в 1830-х роках змусило багатьох африканців залишити плантації. На зміну звільненим рабам були привезені наймані робітники з Індії. Дуже різноманітне мовне походження цих іммігрантів віддзеркалювало мовне походження африканських рабів перед ними; тому жодна рідна мова не була настільки домінуючою, щоб стати основою спільної мови. Хоча незабаром індіанці стали більшістю населення на острові, їх власна мовна роздробленість, а також відчуженість від англомовних та франкомовних власників плантацій змусили їх прийняти маврикійську креольську мову як свою lingua franca.
Корінне англійське та французьке населення вже давно користується вищим соціальним статусом, на додаток до домінування в уряді, бізнесі, освіті та ЗМІ; однак популярність маврикійської креольської мови в більшості неформальних сфер зберігається, приблизно 85% населення розмовляє цією мовою.